# Wolfgang-Ludovig Krafft
Pour les articles homonymes, voir Krafft.
Wolfgang Ludwig Krafft (en russe Логин Юрьевич Крафт), né le 25 août 1743 à Saint-Pétersbourg où il est mort le 20 novembre 1814, est un astronome russe.

## Biographie
Fils du physicien et mathématicien Georg Wolfgang Krafft, il est élevé à Tübingen où il arrive à l'age de un an. Il fréquente les écoles monastiques de Denkendorf et de Maulbronn, étudie grâce à une bourse à Tübingen et obtient une maîtrise en philosophie en 1764.
En 1767, il entre à l'Académie des sciences de Saint-Pétersbourg comme professeur d'astronomie.
Il est envoyé en 1769 à Orenbourg dans l'Oural pour observer le transit de Vénus.
En 1772, il soutient Leonhard Euler, devenu aveugle l'année précédente, avec son fils Johann Albrecht Euler, Anders Johan Lexell et Nicolas Fuss dans la révision de la Theoria motus lunae, qui avait autrefois remporté le prix du Parlement britannique. Le même sujet est traité dans l' Essai sur les lunaires d'Euler dans la Nova Acta Petropolitana de 1788.
Un grand nombre d'essais publiés par Krafft dans les différents recueils publiés par l'Académie russe portent davantage sur des questions physiques qu'astronomiques ; Il y traite des éléments magnétiques terrestres, de la théorie de l'électrophore, de la pierre lumineuse de Canton, de l'attraction des sphéroïdes, des lentilles achromatiques ou encore du pendule. L' Essai sur les nombres premiers (Nova Acta, 1802), est consacré aux mathématiques pures.
En 1804, il est nommé conseiller d'État.

## Publications
- 1764 : Dissertatio  de ratione ponderum sub polo et aequatore
- 1799 : Essai sur la méthode de trouver la latitude sur mer par les hauteurs simultanees de deux astres[4]
- 1812 : Méthode de Krafft, pour réduire la distance apparente de deux astres à la distance vraie

## Hommage
- Le cratère lunaire Krafft a été nommé en son honneur.